# (256813) Marburg
(256813) Marburg est un astéroïde de la ceinture principale.

## Description
(256813) Marburg est un astéroïde de la ceinture principale. Il fut découvert le 11 février 2008 à Taunus par Erwin Schwab et Rainer Kling. Il présente une orbite caractérisée par un demi-grand axe de 2,72 UA, une excentricité de 0,03 et une inclinaison de 8,1° par rapport à l'écliptique.

## Compléments